# Milan Horálek
Milan Horálek (27. listopadu 1931 Rájec – 13. listopadu 2012) byl český a československý ekonom, publicista a politik, po sametové revoluci ministr práce a sociálních věcí České republiky za Občanské fórum a Občanské hnutí, později předseda Rady České televize.

## Biografie
Absolvoval Vysokou školu ekonomickou v Praze. Zde pak i vyučoval. V 60. letech 20. století byl zaměstnancem Ekonomického ústavu Československé akademie věd a poradcem předsedy Státní plánovací komise. S Jiřím Kantůrkem a Karlem Pechem se podílel na vzniku publicistického pořadu Československé televize Věc veřejná, který byl ovšem po druhém díle zakázán. Byl aktivní při vzniku druhého programu ČST. Byl tehdy členem KSČ.
Po roce 1968 ho Městský výbor Komunistické strany Československa v Praze zařadil na seznam „představitelů a exponentů pravice“. V té době je uváděn jako vědecký pracovník, Ekonomický ústav ČSAV, Praha. Za normalizace musel v roce 1970 opustit své zaměstnání a smluvně pak spolupracoval s Výzkumným ústavem sociálního rozvoje a Prognostickým ústavem.
Po sametové revoluci se zapojil do politického života. Nejprve se stal náměstkem ministra práce a sociálních věcí československé vlády a od června 1990 byl českým ministrem práce a sociálních věcí ve vládě Petra Pitharta. Na postu setrval do voleb v roce 1992. Ve vládě zastupoval Občanské fórum, později Občanské hnutí.
Po odchodu z vlády zastával post náměstka ředitele Výzkumného ústavu práce a sociálních věcí. V období let 2001–2007 byl členem Rady České televize a po dobu roku a půl i jejím předsedou.